# Струјање цитоплазме
Струјање цитоплазме (енгл. Cytoplasmic streaming), такође познат и као протоплазматско струјање и циклоза, представља ток цитоплазме унутар ћелије, покретан силама из цитоскелета. Вероватно је да је његова функција, барем делимично, да убрза транспорт молекула и органела кроз ћелију. Обично се посматра у великим биљним и животињским ћелијама, као и код амеба, гљива и слузавих гљива. Уочава се у ћелијама већим од приближно 0,1 mm. У мањим ћелијама, дифузија молекула је бржа, али дифузија се успорава како се величина ћелије повећава, па већим ћелијама може бити потребан стриминг цитоплазме за ефикасно функционисање.
Род зелених алги Chara поседује неке веома велике ћелије, дужине до 10 cm, а стриминг цитоплазме је проучаван управо у овим великим ћелијама.
Стриминг цитоплазме снажно зависи од унутарћелијског pH и температуре. Примећено је да утицај температуре на стриминг цитоплазме ствара линеарну варијансу и зависност на различитим високим температурама у поређењу са ниским температурама. Овај процес је сложен, при чему промене температуре у систему повећавају његову ефикасност, док су други фактори, као што је транспорт јона кроз мембрану, истовремено погођени. То је због тога што хомеостаза ћелија зависи од активног транспорта који може бити поремећен на одређеним критичним температурама.
У биљним ћелијама, хлоропласти се транспортују унутар цитоплазматског тока како би се оптимизовала њихова изложеност светлости за фотосинтезу. На брзину овог кретања утиче неколико фактора, укључујући интензитет светлости, температуру и ниво pH. Стриминг цитоплазме је најефикаснији при неутралном pH и тежи да се смањи у условима ниског и високог pH.
Постоји неколико метода за заустављање тока цитоплазме унутар ћелија. Један приступ укључује увођење Луголовог раствора, који ефикасно имобилише стриминг цитоплазме. Алтернативно, једињење Цитохалазин Д, растворено у диметил-сулфоксиду, може се користити за постизање сличног ефекта ометањем актинских микрофиламената одговорних за омогућавање кретања цитоплазме.
Стриминг цитоплазме први је открио италијански научник Бонавентура Корти 1774. године, унутар родова алги Nitella и Chara, али још увек није у потпуности разјашњено како настаје.

## Механизам
Оно што је јасно видљиво у биљним ћелијама које показују стриминг цитоплазме јесте кретање хлоропласта заједно са током цитоплазме. Ово кретање настаје услед тога што флуид бива повучен покретним моторним молекулима биљне ћелије. Миозински филаменти повезују ћелијске органеле са актинским филаментима. Ови актински филаменти су углавном везани за хлоропласте и/или мембране биљних ћелија. Како молекули миозина „ходају” дуж актинских филамената вукући органеле са собом, цитоплазматски флуид бива повучен и гуран/вучен заједно са њима. Брзине тока цитоплазме могу се кретати између 1 и 100 микрона у секунди.

### У врстиChara corallina
Врста Chara corallina показује цикличан ток цитоплазме око велике централне вакуоле. Велика централна вакуола је једна од највећих органела у биљној ћелији и углавном се користи за складиштење. Код врсте Chara corallina, ћелије могу нарасти до 10 cm у дужину и 1 mm у пречнику. Пречник вакуоле може заузимати око 80% пречника ћелије. Тако, за ћелију пречника 1 mm, вакуола може имати пречник од 0,8 mm, остављајући пут ширине од само око 0,1 mm око вакуоле за ток цитоплазме. Цитоплазма тече брзином од 100 микрона у секунди, што је најбржа позната појава стриминга цитоплазме.

### Карактеристике
Ток цитоплазме у ћелији Chara corallina огледа се у спиралном кретању хлоропласта. Посматрањем под микроскопом уочавају се две секције тока хлоропласта. Ове секције су распоређене спирално дуж уздужне осе ћелије. У једној секцији, хлоропласти се крећу нагоре дуж једне траке спирале, док се у другој хлоропласти крећу надоле. Подручје између ових секција познато је као индиферентна зона. Никада није примећено да хлоропласти прелазе ове зоне, па се сматрало да су токови цитоплазме и вакуоларног флуида слично ограничени, али то није тачно.
Прво, Камија и Курода су експериментално утврдили да брзина тока цитоплазме варира радијално унутар ћелије, што је феномен који није јасно приказан кретањем хлоропласта. Друго, Рејмонд Голдстин и други развили су математички модел флуида за ток цитоплазме који не само да предвиђа понашање које су приметили Камија и Курода, већ предвиђа и путање тока цитоплазме кроз индиферентне зоне. Голдстинов модел занемарује вакуоларну мембрану и једноставно претпоставља да се силе смицања директно преносе на вакуоларни флуид из цитоплазме.
Голдстинов модел предвиђа да постоји нето ток од једне индиферентне зоне ка другој. Ово заправо сугерише ток хлоропласта. У једној индиферентној зони, секција са хлоропластима који се крећу под углом надоле биће изнад хлоропласта који се крећу под углом нагоре. Ова секција је позната као минус индиферентна зона (ИЗ-). Овде, ако се сваки смер разложи на компоненте у тета (хоризонталном) и z (вертикалном) правцу, збир ових компоненти се супротставља у z правцу, а слично дивергира у тета правцу. Друга индиферентна зона има кретање хлоропласта под углом нагоре на врху и позната је као плус индиферентна зона (ИЗ+). Тако, док се компоненте у z правцу поново супротстављају, тета компоненте сада конвергирају. Нето ефекат сила је ток цитоплазме/вакуоле који се креће од минус индиферентне зоне ка плус индиферентној зони.
Као што је наведено, ове усмерене компоненте сугерише кретање хлоропласта, али нису очигледне. Даље, ефекат овог тока цитоплазме/вакуоле из једне индиферентне зоне у другу показује да честице цитоплазме прелазе индиферентне зоне, чак и ако то не чине хлоропласти на површини. Честице се, док се подижу у ћелији, спирално крећу на полукружни начин у близини минус индиферентне зоне, прелазе једну индиферентну зону и завршавају у близини плус индиферентне зоне.
Даљи експерименти на ћелијама Characeae подржавају Голдстинов модел тока вакуоларног флуида. Међутим, због вакуоларне мембране (која је занемарена у Голдстиновом моделу), ток цитоплазме прати другачији образац. Штавише, недавни експерименти су показали да подаци које су прикупили Камија и Курода, а који су сугерисали раван профил брзине у цитоплазми, нису у потпуности тачни. Кикучи је радио са ћелијама Nitella flexillis и пронашао експоненцијалну везу између брзине тока флуида и удаљености од ћелијске мембране. Иако овај рад није на ћелијама Chara, токови између Nitella flexillis и Chara corallina су визуелно и структурно слични.

## Предности

### Побољшан транспорт хранљивих материја
Голдстинов модел предвиђа побољшан транспорт (у односу на транспорт који карактерише строго уздужни ток цитоплазме) у вакуоларну шупљину због сложених путања тока које произилазе из стриминга цитоплазме. Иако би градијент концентрације хранљивих материја произашао из уздужно уједначених концентрација и токова, сложене путање тока које предвиђа модел производе већи градијент концентрације преко вакуоларне мембране. Према Фиковим законима дифузије, познато је да већи градијенти концентрације доводе до већих дифузионих токова. Тако, јединствене путање тока цитоплазме у Chara corallina доводе до побољшаног транспорта хранљивих материја дифузијом у вакуолу за складиштење. Ово омогућава веће концентрације хранљивих материја унутар вакуоле него што би то било могуће са строго уздужним токовима цитоплазме. Голдстин је такође показао да што је бржи ток цитоплазме дуж ових путања, то је већи градијент концентрације који настаје, и већи дифузиони транспорт хранљивих материја у вакуолу за складиштење. Побољшани транспорт хранљивих материја у вакуолу доводи до значајних разлика у брзини раста и укупној величини.
Експерименти су спроведени на Arabidopsis thaliana. Верзије дивљег типа ове биљке показују стриминг цитоплазме због повлачења флуида слично као код Chara corallina, само при споријим брзинама тока. У једном експерименту, моторни молекул миозина дивљег типа уклања се из биљке и замењује бржим молекулом миозина који се креће дуж актинских филамената брзином од 16 микрона у секунди. У другој групи биљака, молекул миозина је замењен споријим моторним молекулом миозина Homo sapiens Vb. Људски миозин Vb креће се само брзином од 0,19 микрона у секунди. Резултујуће брзине тока цитоплазме су 4,3 микрона/сек за дивљи тип и 7,5 микрона/сек за биљке са уграђеним брзопокретним протеином миозина.
Биљке са уграђеним људским миозином Vb не показују континуирани стриминг цитоплазме. Биљке се затим пуштају да расту под сличним условима. Брже стопе цитоплазме произвеле су веће биљке са већим и бројнијим листовима. Ово сугерише да побољшано складиштење хранљивих материја, као што је показао Голдстинов модел, омогућава биљкама да расту веће и брже.

### Повећана фотосинтетичка активност
Фотосинтеза претвара светлосну енергију у хемијску енергију у облику аденозин-трифосфата (АТП). Ово се дешава у хлоропластима биљних ћелија. Светлосни фотони интерагују са различитим интермембранским протеинима хлоропласта да би се то постигло. Међутим, ови протеини могу постати засићени фотонима, што их чини неспособним за функционисање док се засићење не уклони. Ово је познато као Кауцкијев ефекат и узрок је неефикасности механизма производње АТП-а. Стриминг цитоплазме у Chara corallina, међутим, омогућава хлоропластима да се крећу око стабла биљке. Тако се хлоропласти крећу у осветљене и засјењене регионе. Ово повремено излагање фотонима услед стриминга цитоплазме заправо повећава фотосинтетичку ефикасност хлоропласта. Фотосинтетичка активност се генерално процењује помоћу анализе флуоресценције хлорофила.

### Грависензинг
Грависензинг је способност осећања гравитационе силе и реаговања на њу. Многе биљке користе грависензинг да усмере раст. На пример, у зависности од оријентације корена, амилопласти ће се различито таложити унутар биљне ћелије. Ови различити обрасци таложења узрокују да се протеин ауксин различито дистрибуира унутар биљке. Ове разлике у обрасцу дистрибуције усмеравају корене да расту надоле или према споља.
Код већине биљака, грависензинг захтева координисан вишећелијски напор, али код Chara corallina, једна ћелија детектује гравитацију и реагује на њу. Спирално кретање хлоропласта које је резултат стриминга цитоплазме има један ток нагоре и други надоле. Кретање хлоропласта надоле је нешто брже од тока нагоре, што производи однос брзина од 1,1. Овај однос је познат као поларни однос и зависи од силе гравитације. Ово повећање брзине није директан резултат силе гравитације, већ индиректан. Гравитација узрокује да се протопласт биљке таложи унутар ћелијског зида. Тако је ћелијска мембрана под затезањем на врху, а под компресијом на дну. Резултујући притисци на мембрану омогућавају грависензинг који резултира различитим брзинама тока цитоплазме које се посматрају код Chara coralina. Ова гравитациона теорија грависензинга је у директној супротности са теоријом статолита коју показује таложење амилопласта.

### Природно настајање
Стриминг цитоплазме настаје услед кретања органела везаних за актинске филаменте преко миозинских моторних протеина. Међутим, код Chara corallina, организација актинских филамената је веома уређена. Актин је поларни молекул, што значи да се миозин креће само у једном правцу дуж актинског филамента. Тако, код Chara corallina, где кретање хлоропласта и молекула миозина прати спирални образац, сви актински филаменти морају бити слично оријентисани унутар сваке секције. Другим речима, секција где се хлоропласти крећу нагоре имаће све актинске филаменте оријентисане у истом смеру нагоре, а секција где се хлоропласти крећу надоле имаће све актинске филаменте оријентисане у смеру надоле.
Ова организација настаје природно из основних принципа. Уз основне, реалистичне претпоставке о актинском филаменту, Вудхаус је показао да је формирање два скупа оријентација актинских филамената у цилиндричној ћелији вероватно. Његове претпоставке укључивале су силу која држи актински филамент на месту након постављања, привлачну силу између филамената која их наводи да се радије поравнају са већ постављеним филаментом, и одбојну силу која спречава поравнање управно на дужину цилиндричне ћелије.
Прве две претпоставке произилазе из молекуларних сила унутар актинског филамента, док је последња претпоставка направљена због тога што молекул актина не воли закривљеност. Компјутерске симулације изведене са овим претпоставкама са различитим параметрима за претпостављене силе готово увек доводе до високо уређених организација актина. Међутим, ниједна организација није била тако уређена и доследна као спирални образац пронађен у природи, што сугерише да овај механизам игра улогу, али није у потпуности одговоран за организацију актинских филамената код Chara corallina.

## Стварање услед градијента притиска
Стриминг цитоплазме код неких врста узрокован је градијентима притиска дуж ћелије.

### У врстиPhysarum polycephalum
Physarum polycephalum је једноћелијски протист, који припада групи организама неформално названих „слузаве гљиве”. Биолошка истраживања миозинских и актинских молекула у овом амебоиду показала су упечатљиве физичке и механичке сличности са миозинским и актинским молекулима у људским мишићима. Контракција и релаксација ових молекула доводи до градијената притиска дуж ћелије. Ове контракције гурају цитоплазматски флуид у једном правцу и доприносе расту. Показано је да, иако су молекули слични онима код људи, молекул који блокира везивно место миозина за актин је другачији. Док код људи тропомиозин покрива то место, дозвољавајући контракцију само у присуству калцијумових јона, код овог амебоида, другачији молекул познат као калмодулин блокира место, омогућавајући релаксацију у присуству високих нивоа калцијумових јона.

### У врстиNeurospora crassa
Neurospora crassa је вишећелијска гљива са много разгранатих хифа. Ћелије могу бити дуге и до 10 cm, и одвојене су малим септумом. Мали отвори у септуму омогућавају да цитоплазма и цитоплазматски садржај теку из ћелије у ћелију. Градијенти осмотског притиска дуж ћелије покрећу овај цитоплазматски ток. Токови доприносе расту и формирању ћелијских субкомпартмана.

#### Допринос расту
Цитоплазматски токови створени услед осмотских градијената притиска теку уздужно дуж гљивичних хифа и ударају у крај, изазивајући раст. Показано је да већи притисак на врху хифе одговара већој брзини раста. Дуже хифе имају веће разлике у притиску дуж своје дужине, што омогућава веће брзине тока цитоплазме и веће притиске на врху хифе. Због тога дуже хифе расту брже од краћих. Раст врха се повећава како се брзина тока цитоплазме повећава током 24-часовног периода док се не достигне максимална брзина раста од 1 микрона у секунди. Огранци са главне хифе су краћи и имају спорије брзине тока цитоплазме и сходно томе спорије брзине раста.

#### Формирање ћелијских субкомпартмана
Ток цитоплазме у Neurospora crassa носи микротубуле. Присуство микротубула ствара занимљиве аспекте тока. Моделовање гљивичних ћелија као цеви одвојене у правилним интервалима септумом са отвором у средини требало би да произведе веома симетричан ток. Основна механика флуида сугерише да би требало да се формирају вртлози и пре и после сваког септума. Међутим, вртлози се формирају само пре септума код Neurospora crassa. То је зато што када микротубуле уђу у отвор септума, оне су распоређене паралелно са током и врло мало доприносе карактеристикама тока, међутим, како излазе из отвора септума, оријентишу се управно на ток, успоравајући убрзање и спречавајући формирање вртлога. Вртлози формирани непосредно пре септума омогућавају формирање субкомпартмана где се агрегирају једра означена посебним протеинима. Ови протеини, од којих се један зове SPA-19, доприносе одржавању септума. Без њега, септум би се деградирао и ћелија би испустила велике количине цитоплазме у суседну ћелију, што би довело до ћелијске смрти.

## У ооцитима миша
У многим животињским ћелијама, центриоле и вретена држе једра у центру ћелије за митотичке, мејотичке и друге процесе. Без таквог механизма центрирања, може доћи до болести и смрти. Иако ооцити миша имају центриоле, оне не играју улогу у позиционирању једра, а ипак, једро ооцита одржава централни положај. Ово је резултат стриминга цитоплазме.
Микрофиламенти, независно од микротубула и миозина II, формирају мрежасту структуру кроз целу ћелију. Показано је да једра, позиционирана на нецентралним локацијама у ћелији, мигрирају на удаљености веће од 25 микрона до центра ћелије. То ће учинити без скретања са курса за више од 6 микрона када је мрежа присутна. Ова мрежа микрофиламената има органеле везане за њу молекулом миозина Vb. Цитоплазматски флуид је повучен кретањем ових органела, међутим, никакав образац усмерености није повезан са кретањем цитоплазме. У ствари, показано је да кретање испуњава карактеристике Брауновог кретања. Из тог разлога, постоји дебата о томе да ли би ово требало назвати стримингом цитоплазме.
Ипак, усмерено кретање органела је резултат ове ситуације. Пошто цитоплазма испуњава ћелију, она је геометријски распоређена у облику сфере. Како се радијус сфере повећава, површина се повећава. Даље, кретање у било ком датом правцу је пропорционално површини. Дакле, посматрајући ћелију као низ концентричних сфера, јасно је да сфере са већим радијусима производе већу количину кретања од сфера са мањим радијусима. Тако је кретање према центру веће од кретања од центра, и постоји нето кретање које гура једро према централној ћелијској локацији. Другим речима, насумично кретање цитоплазматских честица ствара нето силу према центру ћелије.
Додатно, повећано кретање унутар цитоплазме смањује вискозитет цитоплазме, омогућавајући једру да се лакше креће унутар ћелије. Ова два фактора стриминга цитоплазме центрирају једро у ћелији ооцита.